# スペインの教育
この項目ではスペインの教育（スペインのきょういく）について述べる。

## 概要
スペインの教育はスペイン1978年憲法27条を根拠としてスペイン教育省が所管している。またボローニャ・プロセスおよび欧州資格フレームワーク（EQF）が導入されている。
現行の教育制度は1990年10月に制定された「教育制度総合整備組織法」(LOGSE)に基づいており、そこから発達する形で国民党アスナール政権期の2002年に「教育の質組織法」(LOCE)が制定され、LOCEに基づく教育制度改革が進展しかけたものの、2004年にスペイン社会労働党のサパテーロ政権が成立すると、LOCEは社会労働党の公約に従って廃止され、2006年に制定された「教育組織法」(LOE)に基づく教育制度改革が進展している。
義務教育は初等教育の6年間と中等義務教育の4年間の併せて10年間で、無償である。義務教育の日数は年間175日間と定められており、週5日制である。
2003年の推計によれば、15歳以上の国民の識字率は97.9%（男性：98.7%、女性：97.2%）である。2007年にはGDPの4.4%が教育に支出された。

## 教育段階

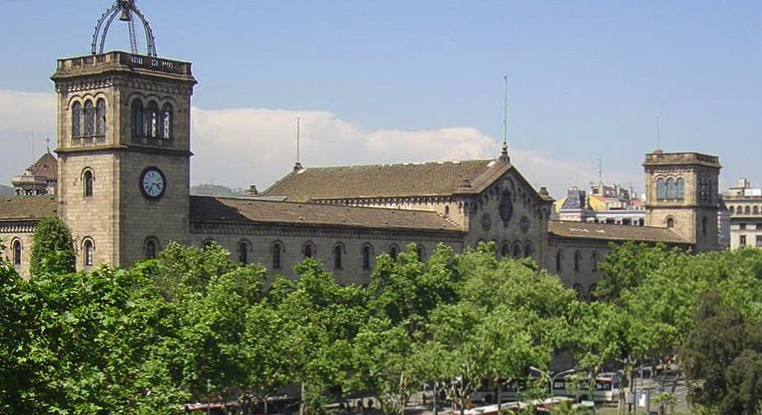
バルセロナ大学

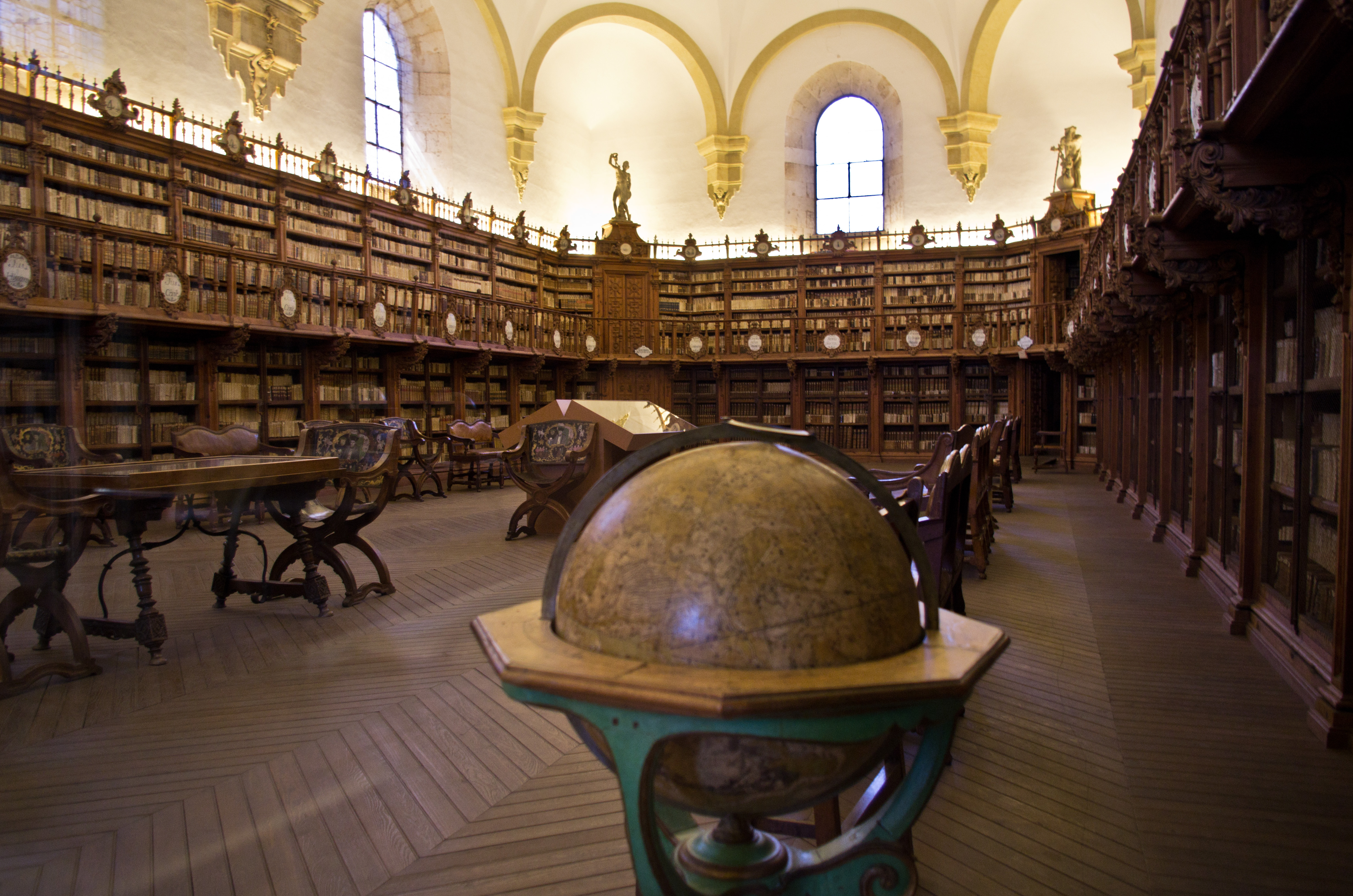
サラマンカ大学

### 就学前教育
0歳から5歳までが就学前教育であり、0歳から2歳までが第一段階、3歳から5歳までが第二段階となる。3歳未満の就学率は約17%だが、3歳の就学率は約96％である。

### 初等教育
初等教育は6年間（6歳から12歳まで）である。

### 中等教育
前期中等教育に相当する中等義務教育は4年間（12歳から16歳まで）である。
後期中等教育に相当するバチジェラトは2年間であり、芸術、科学及び工学、人文科学及び社会科学の3コースに分化している。バチジェラトの成績とセレクティビダ（大学入学資格試験）の結果を加味して、大学進学が決まる。

### 高等教育
大学は、1983年制定の「大学改革組織法」、1991年制定の「大学設置令」、2001年制定の「大学組織法」、2001年制定法への批判を受け入れる形で2007年に制定された「改正大学組織法」によって制度が定められている。
かつては学部に於いても4年間から6年間の長期課程と3年間の短期課程の二つの制度が存在したが、2008年に短期課程が廃止された。
2007年4月の時点で学生の90.2%が公立大学に、9.8%が私立大学に在籍していた。

## 学位取得
欧州連合の報告によれば、スペインの国籍保持者で第一課程（中等教育）を修了した割合は51%に留まっており、半数の国民が義務教育で学業を修了している。隣国であるポルトガルを含めた欧州後進地域（ポルトガル28%、マルタ26%）は上回るものの、他の欧州主要国（独85%、英73%、仏69%、伊54%）の中では最も低い水準となる。
高等教育への進学率も29%に留まっている。また学力が追いつかないまま大学へ入学する学生の数が増えており、大学生の中退率は約30%となっている。